# Brad Jacobs
Brad Jacobs, född den 11 juni 1985 i Sault Ste. Marie, Ontario, Kanada, är en kanadensisk curlingspelare.
Han tog OS-guld i herrarnas curlingturnering i samband med de olympiska curlingtävlingarna 2014 i Sotji.